# Miltidea ceroplasta
Miltidea ceroplasta är en lavart som först beskrevs av Churchill Babington, och fick sitt nu gällande namn av D. J. Galloway & Hafellner. Miltidea ceroplasta ingår i släktet Miltidea och familjen Miltideaceae.   Inga underarter finns listade i Catalogue of Life.